# Syndroom van Lesch-Nyhan
Het syndroom van Lesch-Nyhan (ICD-10 E79.1) is een zeldzame stofwisselingsziekte.

## Erfelijke aandoening
Deze ziekte wordt veroorzaakt door een defect gen en erft recessief over via het X-chromosoom. Om die reden kunnen alleen jongens de ziekte krijgen, terwijl meisjes slechts drager zijn. Dit komt doordat meisjes een X van hun vader en moeder krijgen, waardoor zij één afwijkend en een 'gezond' X-chromosoom krijgen, het is namelijk onwaarschijnlijk dat jongens met de ziekte vader worden. Jongens krijgen in tegenstelling tot meisjes maar één X-chromosoom en één Y-chromosoom. Als zij van hun moeder het X-chromosoom erven met dit defect, zullen zij dus altijd de ziekte hebben.

## Oorzaak
Bij mensen met het syndroom van Lesch-Nyhan ontbreekt het enzym hypoxanthine-guanine-fosforibosyl-transferase (HGPRT). Dit enzym zorgt voor het hergebruik van purine, een organische stof verwant aan urinezuur. Een gebrek aan dit enzym veroorzaakt dus een overmatige hoeveelheid aan urinezuur. Als gevolg hiervan ontstaan urinesteentjes, urineweginfecties, jichtaanvallen en nierstenen.

## Symptomen
Kinderen met het syndroom van Lesch-Nyhan lijken de eerste maanden na de geboorte (1-3 maanden) normaal. Pas na 3-4 maanden komen neurologische problemen aan het licht. Het beeld is veelal tragisch: kinderen hebben de voortdurende neiging zichzelf te verminken en lopen mentaal ver achter op leeftijdsgenoten. Overige symptomen van Lesch-Nyhan zijn spasticiteit, moeite met eten en drinken, agressief en impulsief gedrag en overgeven. Lesch-Nyhan is er in een zware en een mildere vorm.

## Behandeling
Bevestiging van de ziekte wordt verkregen door middel van enzymmeting of DNA-analyse, indien deze ziekte in de familie voorkomt. De pathogenese van de neurologische verschijnselen bij de ziekte van Lesch-Nyhan wordt niet goed begrepen. Uit PET-scans is gebleken dat kinderen met deze ziekte verlaagde dopa-decarboxylaseactiviteit in de hersenen hebben. Men denkt dat de neurologische verschijnselen het gevolg zijn van aantasting van de dopaminerge neurotransmissie en een verstoring van de balans tussen verschillende neurotransmitters. Tot op heden is er nog geen adequate behandeling voor deze ziekte. De urinezuurconcentratie kan wel verlaagd worden door middel van het geneesmiddel allopurinol, een remmer van xanthineoxidase, het enzym dat hypoxanthine en xanthine omzet in urinezuur. Dit medicijn vermindert veel van de gevolgen van de hyperurikemie. Het is nodig voor deze kinderen om structuur aan te brengen, omdat ze moeite hebben met veranderingen en nieuwe situaties. Ook is het heel belangrijk dat ze veel vocht krijgen. Dit is om de nieren goed te spoelen en te zorgen dat er zich geen kristallen gaan vormen.